# Gaderia
Gaderia — торговельна марка фруктово-овочевих соків та оцту, зареєстрована у 2022 році на базі виробничих потужностей ТОВ «Львівський сад».

## Історія
У 2022 році власник ТОВ «Львівський сад» Михайло Купранець організував на підприємстві процес власної переробки продукції та створив власну торгову марку Gaderia, розробкою якої займалися італійські маркетологи.  
У 2023 році під торговою маркою Gaderia було введено в експлуатацію лінію з виробництва натуральних соків прямого віджиму австрійського виробника Voran. Виробнича потужність лінії становить 100.000 літрів на місяць. Соки цієї торгової марки посіли позицію в сегменті екопродуктів на території України й експортуються до Великої Британії, Австрії, країн Балтії.  Підприємство має сертифікати Global G.A.P. та ISO 22000.

## Продукція
Торгова марка Gaderia пропонує широку лінійку номенклатури товару. Зокрема, соки: 
- яблучний прямого віджиму,
- яблучно-грушевий прямого віджиму,
- яблучно-морквяний прямого віджиму,
- яблучно-полуничний прямого віджиму,
- яблучно-виноградний прямого віджиму.

Продукція продається в типах пакування від 10 літрів до 0,3 літри.
У 2024 році відкрито лінію з можливістю виробництва обсягом 5000 літрів на місяць, на якій під торговою маркою Gaderia виробляється натуральний яблучний оцет без консервантів. До кінця 2024 року планується вихід лінійки бальзамічних оцтів власного виробництва, витриманих в дубових бочках не менше 6 місяців, які будуть представлені у вигляді бальзамічних оцтів з яблук, лохини та малини.

## Зовнішні посилання
Сайт торгової марки